# Fuel TV
Fuel TV je specializovaný televizní kanál vysílající ve Spojených státech amerických, Portugalsku a v Německu. Tento kanál zahájil vysílání 1. července 2003 a již od svého startu se zaměřuje na extrémní sporty jako skateboarding, snowboarding, motokros, surfing, BMX a nebo FMX. Kanál je součástí sítě Fox Cable Networks a je v současné době dostupný ve více než 26 milionech amerických domácností. Fuel TV má také vlastní kanál v Austrálii a navíc jsou některé pořady vyrobené pro Fuel TV vysílány i na britském kanálu FX, či na jiných po celém světě.

## Programming
Fuel TV vysílá vlastní originální seriály, exkluzivní přenosy, ale i licencované filmy. Veškterý obsah má něco společného s adrenalinovými sporty, které lze na kanále sledovat 24 hodin denně.